# 牧野行洋
牧野 行洋（まきの ゆきひろ）は、日本の男性アニメーター、アニメーション演出家、アニメーション監督。

## 参加作品

### テレビアニメ
- タイガーマスク二世 （1981年-1982年、動画）
- ワンワン三銃士 （1981年-1982年、原画）
- ルパン三世 PARTIII （1984年-1985年、原画）
- 機動戦士Ζガンダム （1985年-1986年、原画）
- 機動戦士ガンダムΖΖ （1986年-1987年、原画）
- 聖闘士星矢 （1986年-1989年、作画監督）
- 鎧伝サムライトルーパー （1988年-1989年、原画）
- 獣神ライガー （1989年-1990年、バイオアーマーデザイン・原画）
- 機動警察パトレイバー （1989年-1990年、原画）
- 勇者エクスカイザー （1990年-1991年、原画）
- たんけんゴブリン島 （1990年-1993年、作画）
- 機甲警察メタルジャック （1991年、メカニカルデザイン）
- おにいさまへ… （1991年-1992年、原画）
- チロリン村物語 （1992年-1993年、絵コンテ・演出）
- 熱血最強ゴウザウラー （1993年-1994年、原画）
- ポコニャン! （1993年-1996年、コンテ）
- 剣勇伝説YAIBA （1993年-1994年、原画）
- 鬼神童子ZENKI （1995年、絵コンテ・原画）
- こちら葛飾区亀有公園前派出所 （1996年-2004年、絵コンテ）
- セイバーマリオネット （1996年-1997年、原画）
- YAT安心!宇宙旅行 （1996年-1998年、演出）
- マスターモスキートン'99 （1997年-1998年、絵コンテ）
- 吸血姫美夕 （1997年-1998年、絵コンテ・演出）
- 剣風伝奇ベルセルク （1997年-1998年、原画）
- BURN-UP EXCESS （1997年-1998年、絵コンテ）
- 頭文字D （1998年、絵コンテ）
- サイレントメビウス （1998年、絵コンテ）
- センチメンタルジャーニー （1998年、原画）
- 小さな巨人 ミクロマン （1999年、絵コンテ）
- ビーストウォーズネオ 超生命体トランスフォーマー （1999年、絵コンテ）
- 天使になるもんっ! （1999年、絵コンテ）
- デュアル!ぱられルンルン物語 （1999年、絵コンテ）
- Blue Gender （1999年-2000年、絵コンテ）
- こみっくパーティー （2001年、原画）
- ポケットモンスター アドバンスジェネレーション （2002年-2006年、演出）
- コロッケ! （2003年-2005年、絵コンテ・作画監督）
- PEACE MAKER鐵 （2003年-2004年、絵コンテ・演出）
- 魔豆奇伝パンダリアン （2005年、絵コンテ・演出）
- IZUMO -猛き剣の閃記- （2005年、演出）
- SPEED GRAPHER （2005年、絵コンテ）
- 絶対少年 （2005年、演出・原画）
- ToHeart2 （2005年-2006年、絵コンテ・演出）
- 魔界戦記ディスガイア （2006年、絵コンテ・演出）
- ポケットモンスター ダイヤモンド&パール （2006年-2010年、絵コンテ・演出・作画監督・原画）
- ハヤテのごとく! （2007年、絵コンテ・演出）
- 爆丸バトルブローラーズ （2007年-2008年、絵コンテ）
- 精霊の守り人 （2007年、原画）
- ポルフィの長い旅 （2008年、絵コンテ）
- 蒼天航路 （2009年、演出）
- ムシブギョー （2013年、原画）

### OVA
- 銀河英雄伝説
  - OVA第2期 （1991年-1992年、絵コンテ）
  - OVA第3期 （1994年-1995年、絵コンテ）
  - OVA外伝第1期 （1998年、絵コンテ）
- ハローキティのまほうのリンゴ （1992年、演出）
- うしおととら （1992年-1993年、原画）
- 機神兵団 （1992年-1993年、原画）
- 超光速グランドール （1997年、原画）

### 18禁OVA
- リヨン伝説フレア （1986年、監督・メカニックデザイン・原画）
  - リヨン伝説フレア2 禁断の惑星 （1990年、監督・脚本・モンスターデザイン）
  - 新リヨン伝説 漆黒の魔神 （1996年、絵コンテ・デザイン協力）
- バルテュス ティアの輝き （1988年、監督・メカデザイン協力）
- ガイ -妖魔覚醒- （1988年、モンスターデザイン）
- 奴隷戦士マヤ（1996年-1997年、監督）
- テラストーリー
  1. 〜告白〜 （1998年、監督）
  2. 〜僕の天使〜 （1998年、監督）
- 誘惑COUNT DOWN 鏡 （1998年、原画）
- プリンセスメモリー （2001年、絵コンテ）
- 妖囁 （2001年-2002年、絵コンテ）
- DISCIPLINE （2003年-2004年、絵コンテ）
- 夜勤病棟・弐 （2004年、絵コンテ）
- 姉、ちゃんとしようよっ! （2005年-2008年、絵コンテ・作画監督）
- 催眠凌辱学園 （2008年-2009年、演出）
- 春恋*乙女 〜乙女の園で逢いましょう。〜 （2008年、絵コンテ）
- 彷徨う淫らなルナティクス （2009年、監督・絵コンテ・演出）
- 魔法少女イスカ （2010年-2011年、絵コンテ）
- プリンセスナイト☆カチュア （2011年、監督・絵コンテ・演出）
- コスプレ露出研究会 （2012年、絵コンテ）

### 劇場アニメ
- 宇宙戦艦ヤマト 完結編 （1983年、原画）
- 機動戦士ガンダム 逆襲のシャア （1988年、原画）
- 劇場版ポケットモンスター ミュウツーの逆襲 （1998年、原画）
- ギルステイン （2002年、絵コンテ）